# Paradisier de Lawes
Parotia lawesii
Pour les articles homonymes, voir Lawes.
Espèce
Statut de conservation UICN

 LC  : Préoccupation mineure
Statut CITES
Le Paradisier de Lawes (Parotia lawesii) est une espèce d'oiseaux de la famille des Paradisaeidae. Son nom normalisé lui a été attribué en l'honneur du missionnaire William George Lawes (en). Cet oiseau a été découvert par Carl Hunstein (en) près de Port Moresby en 1884.
Parotia helenae est quelquefois considéré comme une sous-espèce de P. lawesii.
Cette espèce est inscrite sur l'annexe II de la CITES.

## Distribution
Cet oiseau vit dans l'est de la Chaîne Centrale (Nouvelle-Guinée).

## Sous-espèces
Cet oiseau est représenté par deux sous-espèces :
- P. l. lawesii (E. P. Ramsay, 1885)  de la région d’Enga à celle de Goroka ;
- P. l. helenae (De Vis, 1897) : (sifilet d’Hélène) de la rivière Waria à la baie de Milne dans les monts Owen Stanley. De Vis l’avait décrite comme espèce distincte et elle est encore actuellement acceptée comme telle par plusieurs auteurs. Frith & Frith (2009) la considèrent comme simple sous-espèce. Elle se distingue extérieurement par un bec plus fin ; le mâle avec une bande nasale ocre mais la femelle identique à celle de la forme nominale. Sa répartition contiguë à celle de la forme nominale (montagnes Owen Stanley) suggère un statut de sous-espèce alors que la forme nominative est nettement séparée en deux. Néanmoins, Irested et al. (2009) traitent helenae comme une espèce distincte avec une séparation de lawesii depuis 1,2 million d’années.

## Habitat
Le sifilet de Lawes habite prioritairement la forêt primaire de moyenne montagne mais il visite aussi les forêts de chênes, les forêts dégradées, les formations secondaires et les jardins de villages installés dans des clairières de lambeaux forestiers de 500 à 2 300 m d’altitude mais surtout entre 1 200 et 1 900 m (Frith & Frith 2009).

## Alimentation
Beehler (1983) a inventorié 74 individus se nourrissant sur des drupes et des baies (surtout Schefflera sp. et Gastonia spectabilis), 30 sur différents fruits à capsules et 25 sur des figuiers Ficus sp. avec un total de 129 oiseaux observés. Ottaviani (2012) a montré, photo à l’appui, que l’espèce consomme aussi des fruits d’une méliacée proche de Arytera distylis (en).

## Parade nuptiale
Le mâle aménage une piste de danse de forme ovoïde d’environ 3,60 m de long sur 2 m de large. Deux ou trois branches qu’il a dépouillées de leurs feuilles traversent cette petite clairière en son centre à environ 30 cm du sol. Jour après jour, il maintient cet espace propre en retirant feuilles, brindilles, mousses et autres débris végétaux. Chaque mâle solitaire cantonné à sa piste de danse reste en contact acoustique avec les autres mâles du secteur également postés à leur aire attitrée et non dispersés au hasard dans la forêt. En parade nuptiale, le mâle, le corps à la verticale, gonfle les plumes de son dos et déploie en éventail les longues plumes de la taille pour former comme une robe. Puis il redresse les plumes de la couronne et pointe les filets en avant. Ainsi paré, tel une ballerine, il danse à petits pas et à petits sauts, vers la droite, la gauche et l’arrière. Puis il se met à agiter frénétiquement la tête, ce qui provoque un balancement rapide des filets. Il positionne ensuite son corps à l’horizontale et fait trembler plus rapidement encore ses filets au point de réaliser un flou comme les ailes d’un colibri. Puis il abaisse son corps et termine sa parade en battant vigoureusement des ailes. Il peut aussi donner un tel ballet même quand il n’y a pas de spectatrices (Ottaviani 2012).

## Nidification
Le nid consiste en une coupe très plate confectionnée en grande partie avec des sarments de vigne et autres plantes grimpantes, mêlés à des radicelles et d’autres fines tiges végétales. Il contient un seul œuf rose vineux taché de brun-roux et de noir, et peut être placé entre 5 et 12 m de haut dans le feuillage ou dans l’enchevêtrement d’une vigne (Frith & Frith 2009).

## Statut, conservation
BirdLife International (2011) qualifie l’espèce de « préoccupation mineure » car elle est commune sur un vaste territoire et présente des effectifs stables sans menace particulière bien qu’elle fréquente un étage du massif forestier également occupé par l’homme.